# Reigneville-Bocage
Reigneville-Bocage är en kommun i departementet Manche i regionen Normandie i norra Frankrike. Kommunen ligger i kantonen Saint-Sauveur-le-Vicomte som tillhör arrondissementet Cherbourg. År 2022 hade Reigneville-Bocage 38 invånare.

## Befolkningsutveckling
Antalet invånare i kommunen Reigneville-Bocage
| Referens: INSEE |